# Categoría Primera A 2015
Die Categoría Primera A 2015, nach einem Sponsor Liga Águila genannt, ist eine aus Apertura und Finalización bestehende Spielzeit der höchsten kolumbianischen Spielklasse im Fußball der Herren. Die Apertura ist die einundachtzigste und die Finalización die zweiundachtzigste Austragung der kolumbianischen Meisterschaft. Die Apertura begann am 31. Januar und endete am 7. Juni 2015. Die Finalización begann am 10. Juli 2015.
Amtierender Meister ist Independiente Santa Fe. Aufsteiger ist Jaguares de Córdoba. Zwei weitere Aufsteiger wurden in einer gesonderten Aufstiegsrunde ermittelt, an der acht Traditionsmannschaften der zweiten Liga teilnahmen. Es konnten sich Cúcuta Deportivo und Cortuluá durchsetzen. Dadurch wird die Liga auf 20 Mannschaften aufgestockt.
In der Apertura gewann Deportivo Cali das Finale gegen Independiente Medellín und wurde zum neunten Mal Meister. Die Rückserie konnte Atlético Nacional im Elfmeterschießen gegen Junior für sich entscheiden und wurde mit dem fünfzehnten Titel zum kolumbianischen Rekordmeister.
Als erster Absteiger stand fünf Spieltage vor Ende der Rückserie der Aufsteiger Cúcuta Deportivo fest, der zum vierten Mal in seiner Vereinsgeschichte in die zweite Liga abstieg. Einen Spieltag später stand mit Uniautónoma FC auch der zweite Absteiger fest, der sich im Vorjahr den Klassenerhalt erst in der Relegation gesichert hatte.

## Modus
Es werden zwei Meister ermittelt, einer für jede Halbserie. Jeder Halbserienmeister ist automatisch für die Copa Libertadores qualifiziert. Ein dritter Platz wird an den Verein vergeben, der nach der Zusammenzählung aller Punkte und Tore der Phasen 1 und 2 der ersten und der zweiten Halbserienmeisterschaft am höchsten steht. Sollte ein Verein beide Halbserienmeisterschaften gewinnen, so wird der zweite Teilnehmer an der Libertadores nach demselben Verfahren ausgewählt wie der dritte Teilnehmer. Zwei Teilnehmer an der Copa Sudamericana werden nach demselben Schema ermittelt wie der dritte Libertadores-Teilnehmer: die zwei Vereine, die in der Gesamtjahreswertung hinter diesem stehen, sind qualifiziert. Ein dritter Verein wird durch den Pokalwettbewerb bestimmt und ein vierter durch die Superliga de Colombia.
Zwei direkte Absteiger in die Categoría Primera B werden durch eine gesonderte Abstiegstabelle bestimmt, die aus dem Durchschnitt der vergangenen drei Spielzeiten ermittelt wird. Es gibt keine Relegation mehr.
In beiden Phasen spielen zunächst alle 20 Mannschaften im Ligamodus einmal gegeneinander, zusätzlich gibt es einen Spieltag mit Clásicos, an dem Spiele mit Derby-Charakter ausgetragen werden. Die ersten acht Mannschaften qualifizieren sich für das Viertelfinale, auf das Halbfinale und Finale folgen. Bei der Auslosung der Viertelfinalspiele sind die Mannschaften auf den Plätzen eins bis vier im ersten Lostopf und bekommen eine Mannschaft der Plätze fünf bis acht zugelost. Zudem haben sie im Rückspiel Heimrecht.

## Aufstiegsrunde
An der Aufstiegsrunde nahmen acht Traditionsmannschaften der zweiten Liga teil. Die Aufstiegsrunde fand in Bogotá statt, in den Stadien Metropolitano de Techo und El Campín. Die Mannschaften wurden in zwei Gruppen gelost. In jeder Gruppe spielten alle Mannschaften ein Mal gegeneinander. Beide Gruppensieger, Cúcuta Deportivo und Cortuluá, qualifizierten sich direkt.

### Gruppe A

#### Tabelle
| Pl. | Verein               | Sp. | S | U | N | Tore    | Diff. | Punkte |
| --- | -------------------- | --- | - | - | - | ------- | ----- | ------ |
| 1.  | Cúcuta Deportivo     | 3   | 2 | 1 | 0 | 008:300 | +5    | 07     |
| 2.  | Deportes Quindío     | 3   | 2 | 1 | 0 | 006:400 | +2    | 07     |
| 3.  | Atlético Bucaramanga | 2   | 0 | 0 | 2 | 000:300 | −3    | 0      |
| 4.  | Real Cartagena       | 2   | 0 | 0 | 2 | 001:500 | −4    | 0      |

| 14. Januar 2015      |          |                                                        |
| Deportes Quindío     | 1:0      | Atlético Bucaramanga \| Estadio Metropolitano de Techo |
| Cúcuta Deportivo     | 3:0      | Real Cartagena \| Estadio Metropolitano de Techo       |
| 17. Januar 2015      |          |                                                        |
| Real Cartagena       | 1:2      | Deportes Quindío \| Estadio Metropolitano de Techo     |
| Atlético Bucaramanga | 0:2      | Cúcuta Deportivo \| Estadio Metropolitano de Techo     |
| 20. Januar 2015      |          |                                                        |
| Real Cartagena       | abgesagt | Atlético Bucaramanga \|                                |
| Cúcuta Deportivo     | 3:3      | Deportes Quindío \| Estadio Metropolitano de Techo     |

### Gruppe B

#### Tabelle
| Pl. | Verein            | Sp. | S | U | N | Tore    | Diff. | Punkte |
| --- | ----------------- | --- | - | - | - | ------- | ----- | ------ |
| 1.  | Cortuluá          | 3   | 1 | 2 | 0 | 004:200 | +2    | 05     |
| 2.  | Unión Magdalena   | 3   | 1 | 2 | 0 | 001:000 | +1    | 05     |
| 3.  | América de Cali   | 3   | 0 | 2 | 1 | 002:300 | −1    | 02     |
| 4.  | Deportivo Pereira | 3   | 0 | 2 | 1 | 002:400 | −2    | 02     |

| 15. Januar 2015   |     |                                |
| Deportivo Pereira | 0:0 | Unión Magdalena \| El Campín   |
| América de Cali   | 1:1 | Cortuluá \| El Campín          |
| 18. Januar 2015   |     |                                |
| Unión Magdalena   | 1:0 | América de Cali \| El Campín   |
| Cortuluá          | 3:1 | Deportivo Pereira \| El Campín |
| 21. Januar 2015   |     |                                |
| Unión Magdalena   | 0:0 | Cortuluá \| El Campín          |
| Deportivo Pereira | 1:1 | América de Cali \| El Campín   |

## Teilnehmer
Die folgenden Vereine nehmen an den beiden Halbserien der Spielzeit 2015, Apertura und Finalización teil.
| Mannschaft | Stadt                         | Departamento               | Stadion                                             | erste Saison in der Primera A |
| --- | ----------------------------- | -------------------------- | --------------------------------------------------- | ----------------------------- |
| Águilas Doradas 1 | Pereira Rionegro Medellín     | Risaralda Antioquia        | Ramírez Villegas Alberto Grisales Atanasio Girardot | 2011                          |
| Alianza Petrolera | Barrancabermeja Floridablanca | Santander                  | Villa Zapata 2 Gómez Hurtado                        | 2013                          |
| Atlético Huila | Neiva Armenia Girardot        | Huila Quindío Cundinamarca | Plazas Alcid 3 Centenario Luis A. Duque             | 1993                          |
| Atlético Nacional | Medellín                      | Antioquia                  | Atanasio Girardot                                   | 1948                          |
| Boyacá Chicó | Tunja Bogotá D.C.             | Boyacá Bogotá              | Independencia 4 Techo                               | 2004                          |
| Cortuluá | Tuluá                         | Valle del Cauca            | Doce de Octubre                                     | 1994                          |
| Cúcuta Deportivo | Cúcuta                        | Norte de Santander         | General Santander                                   | 1950                          |
| Deportes Tolima | Ibagué Bogotá D.C.            | Tolima Bogotá              | Murillo Toro 5 Techo/El Campín                      | 1955                          |
| Deportivo Cali | Cali/Palmira 6                | Valle del Cauca            | Deportivo Cali                                      | 1948                          |
| Deportivo Pasto | Pasto                         | Nariño                     | Departamental Libertad                              | 1999                          |
| Envigado FC | Envigado                      | Antioquia                  | Polideportivo Sur                                   | 1992                          |
| Independiente Medellín | Medellín                      | Antioquia                  | Atanasio Girardot                                   | 1948                          |
| Independiente Santa Fe | Bogotá D.C.                   | Bogotá                     | El Campín                                           | 1948                          |
| Jaguares de Córdoba | Montería Cartagena            | Córdoba Bolívar            | M. de Montería 6 Jaime Morón                        | 2015                          |
| Junior | Barranquilla                  | Atlántico                  | Metropolitano                                       | 1948                          |
| La Equidad | Bogotá D.C.                   | Bogotá                     | Techo                                               | 2007                          |
| Millonarios | Bogotá D.C.                   | Bogotá                     | El Campín                                           | 1948                          |
| Once Caldas | Manizales                     | Caldas                     | Palogrande                                          | 1948                          |
| Patriotas | Tunja Bogotá D.C.             | Boyacá Bogotá              | Independencia 4 Techo                               | 2012                          |
| Uniautónoma FC | Barranquilla                  | Atlántico                  | Metropolitano                                       | 2014                          |
| 1 Águilas Doradas zog während der Hinserie von Pereira nach Rionegro um. Zudem trug der Verein ein Heimspiel in Medellín aus.2 Bis Mitte April trug Alianza Petrolera wegen Umbauarbeiten am Stadion in Barrancabermeja seine Heimspiele in Floridablanca aus.3 Atlético Huila wich wegen Umbauarbeiten am Stadion in Neiva der Finalphase der Apertura nach Armenia und September nach Girardot aus.4 Boyacá Chicó und Patriotas wichen wegen Umbauarbeiten am Stadion in Tunja zu Beginn der Rückserie nach Bogotá aus.5 Deportes Tolima wich wegen Umbauarbeiten am Stadion in Ibagué zwischen April und November nach Bogotá aus.6 Deportivo Cali hat seinen Sitz in Cali, das Estadio Deportivo Cali liegt aber in der Nachbarstadt Palmira7 Jaguares musste sein letztes Heimspiel in Cartagena austragen, da die Lichtinstallationen im eigenen Stadion den Anforderungen nicht genügte. |                               |                            |                                                     |                               |

## Apertura

### Ligaphase

#### Tabelle
| Pl. | Verein                     | Sp. | S  | U  | N  | Tore    | Diff. | Punkte |
| --- | -------------------------- | --- | -- | -- | -- | ------- | ----- | ------ |
| 1.  | Atlético Huila             | 20  | 12 | 5  | 3  | 033:220 | +11   | 41     |
| 2.  | Envigado FC                | 20  | 10 | 6  | 4  | 021:130 | +8    | 36     |
| 3.  | Deportivo Cali             | 20  | 10 | 5  | 5  | 036:240 | +12   | 35     |
| 4.  | Independiente Medellín     | 20  | 10 | 5  | 5  | 031:220 | +9    | 35     |
| 5.  | Millonarios                | 20  | 9  | 7  | 4  | 036:230 | +13   | 34     |
| 6.  | Atlético Nacional          | 20  | 10 | 4  | 6  | 033:240 | +9    | 34     |
| 7.  | Deportes Tolima (P)        | 20  | 9  | 6  | 5  | 029:160 | +13   | 33     |
| 8.  | Junior                     | 20  | 9  | 6  | 5  | 027:160 | +11   | 33     |
| 9.  | Independiente Santa Fe (M) | 20  | 8  | 7  | 5  | 029:190 | +10   | 31     |
| 10. | Águilas Doradas            | 20  | 8  | 6  | 6  | 023:160 | +7    | 30     |
| 11. | Patriotas                  | 20  | 7  | 6  | 7  | 017:180 | −1    | 27     |
| 12. | La Equidad                 | 20  | 6  | 8  | 6  | 021:210 | ±0    | 26     |
| 13. | Once Caldas                | 20  | 5  | 8  | 7  | 029:320 | −3    | 23     |
| 14. | Cortuluá (N)               | 20  | 5  | 6  | 9  | 022:250 | −3    | 21     |
| 15. | Jaguares de Córdoba (N)    | 20  | 5  | 6  | 9  | 021:320 | −11   | 21     |
| 16. | Alianza Petrolera          | 20  | 3  | 11 | 6  | 017:220 | −5    | 20     |
| 17. | Boyacá Chicó               | 20  | 3  | 8  | 9  | 016:290 | −13   | 17     |
| 18. | Cúcuta Deportivo (N)       | 20  | 2  | 9  | 9  | 016:330 | −17   | 15     |
| 19. | Uniautónoma FC             | 20  | 3  | 6  | 11 | 013:300 | −17   | 15     |
| 20. | Deportivo Pasto            | 20  | 2  | 3  | 15 | 011:440 | −33   | 09     |

| (M) | Meister Finalización 2014: Santa Fe                                                     |
| (P) | Pokalsieger 2014: Deportes Tolima                                                       |
| (N) | Aufsteiger aus der Categoría Primera B: Jaguares de Córdoba, Cúcuta Deportivo, Cortuluá |

### Finalrunde

#### Viertelfinale
Die Hinspiele wurden am 20. und 21. Mai 2015 ausgetragen und die Rückspiele am 23. und 24. Mai 2015.
|                   | Gesamt |                | Hinspiel | Rückspiel |
| ----------------- | ------ | -------------- | -------- | --------- |
| Atlético Nacional | 3:4    | Deportivo Cali | 3:3      | 0:1       |
| Deportes Tolima   | 5:3    | Atlético Huila | 2:1      | 3:2       |
| Junior            | 0:4    | Medellín       | 0:3      | 0:1       |
| Millonarios       | 6:3    | Envigado FC    | 4:0      | 2:3       |

#### Halbfinale
Die Hinspiele wurden am 27. und 28. Mai 2015 ausgetragen und die Rückspiele am 31. Mai 2015.
|                 | Gesamt        |                | Hinspiel | Rückspiel |
| --------------- | ------------- | -------------- | -------- | --------- |
| Millonarios     | 3:3 (3:4 i.E) | Deportivo Cali | 3:2      | 0:1       |
| Deportes Tolima | 1:3           | Medellín       | 0:0      | 1:3       |

#### Finale
Das Hinspiel wurde am 3. Juni 2015 in Cali ausgetragen und das Rückspiel am 7. Juni 2015 in Medellín.
|                | Gesamt |          | Hinspiel | Rückspiel |
| -------------- | ------ | -------- | -------- | --------- |
| Deportivo Cali | 2:1    | Medellín | 1:0      | 1:1       |

### Torschützenliste
Bei gleicher Anzahl von Treffern sind die Spieler alphabetisch geordnet.
| Pl. | Spieler               | Mannschaft             | Tore |
| --- | --------------------- | ---------------------- | ---- |
| 1.  | Fernando Uribe        | Millonarios FC         | 15   |
| 2.  | Harold Preciado       | Deportivo Cali         | 13   |
| 3.  | Marco Pérez Murillo   | Deportes Tolima        | 10   |
| 4.  | Jonathan Copete       | Atlético Nacional      | 9    |
| 4.  | Carlos Ibargüen       | Cortuluá               | 9    |
| 6.  | Martín Arzuaga        | Jaguares de Córdoba    | 8    |
| 6.  | Rafael Borré          | Deportivo Cali         | 8    |
| 6.  | Jhony Cano            | Atlético Huila         | 8    |
| 6.  | Juan Fernando Caicedo | Independiente Medellín | 8    |
| 6.  | Hernán Hechalar       | Independiente Medellín | 8    |
| 6.  | Miguel Ángel Murillo  | Deportivo Cali         | 8    |
| 6.  | Carlos Rentería       | Patriotas              | 8    |

## Finalización

### Ligaphase

#### Tabelle
| Pl. | Verein                  | Sp. | S  | U | N  | Tore    | Diff. | Punkte |
| --- | ----------------------- | --- | -- | - | -- | ------- | ----- | ------ |
| 1.  | Atlético Nacional       | 20  | 14 | 3 | 3  | 033:700 | +26   | 45     |
| 2.  | Junior                  | 20  | 11 | 3 | 6  | 031:230 | +8    | 36     |
| 3.  | Deportes Tolima (P)     | 20  | 10 | 5 | 5  | 023:140 | +9    | 35     |
| 4.  | Independiente Medellín  | 20  | 10 | 5 | 5  | 023:180 | +5    | 35     |
| 5.  | Once Caldas             | 20  | 9  | 7 | 4  | 025:140 | +11   | 34     |
| 6.  | Alianza Petrolera       | 20  | 9  | 6 | 5  | 018:120 | +6    | 33     |
| 7.  | Deportivo Cali (M)      | 20  | 9  | 5 | 6  | 030:280 | +2    | 32     |
| 8.  | Independiente Santa Fe  | 20  | 8  | 7 | 5  | 026:150 | +11   | 31     |
| 9.  | Patriotas               | 20  | 9  | 4 | 7  | 024:190 | +5    | 31     |
| 10. | Deportivo Pasto         | 20  | 9  | 3 | 8  | 025:260 | −1    | 30     |
| 11. | Millonarios             | 20  | 7  | 7 | 6  | 020:160 | +4    | 28     |
| 12. | La Equidad              | 20  | 8  | 4 | 8  | 022:270 | −5    | 28     |
| 13. | Envigado FC             | 20  | 6  | 7 | 7  | 018:180 | ±0    | 25     |
| 14. | Águilas Doradas         | 20  | 5  | 9 | 6  | 017:160 | +1    | 24     |
| 15. | Cortuluá (N)            | 20  | 6  | 6 | 8  | 020:200 | ±0    | 24     |
| 16. | Uniautónoma FC          | 20  | 6  | 4 | 10 | 018:260 | −8    | 22     |
| 17. | Boyacá Chicó            | 20  | 4  | 5 | 11 | 010:290 | −19   | 17     |
| 18. | Atlético Huila          | 20  | 3  | 7 | 10 | 012:280 | −16   | 16     |
| 19. | Cúcuta Deportivo (N)    | 20  | 3  | 3 | 14 | 015:370 | −22   | 12     |
| 20. | Jaguares de Córdoba (N) | 20  | 2  | 4 | 14 | 018:350 | −17   | 10     |

| (M) | Meister Apertura 2015: Deportivo Cali                                                   |
| (P) | Pokalsieger 2014: Deportes Tolima                                                       |
| (N) | Aufsteiger aus der Categoría Primera B: Jaguares de Córdoba, Cúcuta Deportivo, Cortuluá |

### Finalrunde

#### Viertelfinale
Die Hinspiele wurden am 28. und 29. November 2015 ausgetragen und die Rückspiele am 5. und 6. Dezember 2015.
|                        | Gesamt |                        | Hinspiel | Rückspiel |
| ---------------------- | ------ | ---------------------- | -------- | --------- |
| Once Caldas            | 2:4    | Deportes Tolima        | 1:0      | 1:3       |
| Independiente Santa Fe | 3:4    | Junior                 | 2:1      | 1:3       |
| Deportivo Cali         | 1:3    | Atlético Nacional      | 0:0      | 1:3       |
| Alianza Petrolera      | 0:6    | Independiente Medellín | 0:2      | 0:4       |

#### Halbfinale
Die Hinspiele werden am 10. Dezember 2015 ausgetragen und die Rückspiele am 13. Dezember 2015.
|                        | Gesamt |                   | Hinspiel | Rückspiel |
| ---------------------- | ------ | ----------------- | -------- | --------- |
| Deportes Tolima        | 0:2    | Junior            | 0:1      | 0:1       |
| Independiente Medellín | 1:2    | Atlético Nacional | 1:0      | 0:2       |

### Finale

#### Hinspiel
| Paarung           | Junior – Atlético Nacional |
| Ergebnis          | 2:1 (2:0) |
| Datum             | 16. Dezember 2015 um 19:00 Uhr (UTC-5) |
| Stadion           | Estadio Metropolitano Roberto Meléndez, Barranquilla |
| Schiedsrichter    | Wilson Lamouroux |
| Tore              | 1:0 Roberto Ovelar (14.) 2:0 Edinson Toloza (22.) 2:1 Yimmi Chará (67.) |
| Junior            | Sebastián Viera, Iván Vélez, William Tesillo, Andrés Correa, Juan Domínguez, Gustavo Cuéllar, Guillermo Celis, Vladimir Hernández (72. Juan David Pérez), Jarlan Barrera (76. Luis Narváez), Roberto Ovelar, Édison Toloza Cheftrainer: Alexis Mendoza                       |
| Atlético Nacional | Franco Armani, Daniel Bocanegra, Óscar Murillo, Alexis Henríquez, Farid Díaz, Alexander Mejía (46. Sebastián Pérez), Macnelly Torres (46. Marlos Moreno), Alejandro Bernal, Alejandro Guerra, Yimmi Chará, Jefferson Duque (68. Jonathan Copete) Cheftrainer: Reinaldo Rueda |
| Gelbe Karten      | keine – Sebastián Pérez, Alejandro Bernal |

#### Rückspiel
| Paarung           | Atlético Nacional – Junior |
| Ergebnis          | 1:0 (1:0), 3:2 i. E. |
| Datum             | 20. Dezember 2015 um 18:00 Uhr (UTC-5) |
| Stadion           | Estadio Atanasio Girardot, Medellín |
| Schiedsrichter    | Gustavo Murillo |
| Tore              | 1:0 Marlos Moreno (1.) Elfmeterschießen: Armani hält gegen Noguera Viera hält gegen Bocanegra 0:1 Luis Narváez 1:1 Yimmi Chará 1:2 Roberto Ovelar 2:2 Alejandro Guerra Celis verschießt 3:2 Sebastián Pérez Armani hält gegen Cuéllar                                       |
| Atlético Nacional | Franco Armani, Gilberto García (77. Daniel Bocanegra), Óscar Murillo, Alexis Henríquez, Farid Díaz, Sebastián Pérez, Alexander Mejía (88. Alejandro Bernal), Macnelly Torres (65. Alejandro Guerra) Yimmi Chará, Marlos Moreno, Jefferson Duque Cheftrainer: Reinaldo Rueda |
| Junior            | Sebastián Viera, Iván Vélez, Andrés Correa, William Tesillo, Juan Domínguez, Luis Narváez, Guillermo Celis, Gustavo Cuéllar, Vladimir Hernández (90. Félix Noguera), Édison Toloza (59. Juan David Pérez), Roberto Ovelar Cheftrainer: Alexis Mendoza                       |
| Gelbe Karten      | Alexis Henríquez, Gilberto García, Sebastián Pérez, Alexander Mejía, Luis Narváez – Andrés Correa, Juan David Pérez |

### Torschützenliste
Bei gleicher Anzahl von Treffern sind die Spieler alphabetisch geordnet.
| Pl. | Spieler                | Mannschaft             |    |
| --- | ---------------------- | ---------------------- | -- |
| 1.  | Jefferson Duque        | Atlético Nacional      | 15 |
| 2.  | Harold Preciado        | Deportivo Cali         | 12 |
| 3.  | Juan Fernando Caicedo  | Independiente Medellín | 9  |
| 3.  | Roberto Ovelar         | Junior                 | 9  |
| 5.  | Jonathan Gómez         | Deportivo Pasto        | 8  |
| 5.  | Vladimir Hernández     | Junior                 | 8  |
| 7.  | Johan Arango           | Once Caldas            | 7  |
| 7.  | Andrés Felipe Ibargüen | Deportes Tolima        | 7  |
| 9.  | Jean Carlos Blanco     | La Equidad             | 6  |
| 9.  | Carlos Henao           | Patriotas              | 6  |
| 9.  | Carlos Ibargüen        | Cortuluá               | 6  |
| 9.  | Wilson Morelo          | Independiente Santa Fe | 6  |
| 9.  | Luis Páez              | Águilas Doradas        | 6  |
| 9.  | Michael Rangel         | Millonarios FC         | 6  |

## Gesamttabelle
Für die Reclasificación werden alle Spiele der Spielzeit 2015 sowohl der Liga- als auch der Finalphase zusammengezählt, um die weiteren Teilnehmer neben den jeweiligen Meistern der Halbserien an den kontinentalen Wettbewerben zu ermitteln.
| Pl.                      | Verein                 | Sp. | S  | U  | N  | Tore    | Diff. | Punkte |
| ------------------------ | ---------------------- | --- | -- | -- | -- | ------- | ----- | ------ |
| 1.                       | Atlético Nacional      | 48  | 27 | 9  | 12 | 076:390 | +37   | 90     |
| 2.                       | Independiente Medellín | 50  | 26 | 12 | 12 | 069:450 | +24   | 90     |
| 3.                       | Junior                 | 48  | 24 | 9  | 15 | 066:480 | +18   | 81     |
| 4.                       | Deportivo Cali         | 48  | 22 | 13 | 13 | 076:620 | +14   | 79     |
| 5.                       | Deportes Tolima        | 48  | 22 | 12 | 14 | 061:400 | +21   | 78     |
| 6.                       | Millonarios            | 44  | 18 | 14 | 12 | 065:450 | +20   | 68     |
| 7.                       | Independiente Santa Fe | 42  | 17 | 14 | 11 | 058:380 | +20   | 65     |
| 8.                       | Envigado FC            | 42  | 17 | 13 | 12 | 042:370 | +5    | 64     |
| 9.                       | Once Caldas            | 42  | 15 | 15 | 12 | 056:490 | +7    | 60     |
| 10.                      | Patriotas              | 40  | 16 | 10 | 14 | 041:370 | +4    | 58     |
| 11.                      | Atlético Huila         | 42  | 15 | 12 | 15 | 048:550 | −7    | 57     |
| 12.                      | Águilas Doradas        | 40  | 13 | 15 | 12 | 040:320 | +8    | 54     |
| 13.                      | La Equidad             | 40  | 14 | 12 | 14 | 043:480 | −5    | 54     |
| 14.                      | Alianza Petrolera      | 42  | 12 | 17 | 13 | 035:400 | −5    | 53     |
| 15.                      | Cortuluá               | 40  | 11 | 12 | 17 | 042:450 | −3    | 45     |
| 16.                      | Deportivo Pasto        | 40  | 11 | 6  | 23 | 036:700 | −34   | 39     |
| 17.                      | Uniautónoma FC         | 40  | 9  | 10 | 21 | 031:560 | −25   | 37     |
| 18.                      | Boyacá Chicó           | 40  | 7  | 13 | 20 | 026:580 | −32   | 34     |
| 19.                      | Jaguares de Córdoba    | 40  | 7  | 10 | 23 | 039:670 | −28   | 31     |
| 20.                      | Cúcuta Deportivo       | 40  | 5  | 12 | 23 | 031:700 | −39   | 27     |
| Stand: 16. Dezember 2015 |                        |     |    |    |    |         |       |        |

## Abstiegstabelle
Für die Abstiegstabelle werden die Hin- und Rückserien der Jahre 2013, 2014 und 2015 zusammengezählt. Dabei wird die Gesamtpunktzahl durch die Anzahl der in der Ligaphase gespielten Spiele geteilt und hochgerechnet.
| Pl. | Verein                 | Sp. | T   | GT  | Diff. | Pkt. | Prom. |
| --- | ---------------------- | --- | --- | --- | ----- | ---- | ----- |
| 20. | Cúcuta Deportivo       | 112 | 97  | 166 | −69   | 96   | 0.857 |
| 19. | Uniautónoma FC         | 112 | 97  | 152 | −55   | 106  | 0.946 |
| 18. | Jaguares de Córdoba    | 112 | 109 | 164 | −55   | 110  | 0.982 |
| 17. | Cortuluá               | 112 | 108 | 141 | −33   | 114  | 1.017 |
| 16. | Boyacá Chicó           | 112 | 116 | 156 | −40   | 115  | 1.026 |
| 15. | Deportivo Pasto        | 112 | 121 | 164 | −43   | 130  | 1.160 |
| 14. | Patriotas              | 112 | 111 | 134 | −23   | 137  | 1.223 |
| 13. | La Equidad             | 112 | 116 | 132 | −16   | 140  | 1.250 |
| 12. | Atlético Huila         | 112 | 136 | 147 | −11   | 143  | 1.276 |
| 11. | Alianza Petrolera      | 112 | 108 | 130 | −22   | 145  | 1.294 |
| 10. | Envigado FC            | 112 | 116 | 122 | 0−6   | 148  | 1.321 |
| 9.  | Deportes Tolima        | 112 | 144 | 128 | +16   | 163  | 1.455 |
| 8.  | Independiente Medellín | 112 | 151 | 129 | +22   | 168  | 1.500 |
| 7.  | Águilas Doradas        | 112 | 131 | 113 | +18   | 169  | 1.508 |
| 6.  | Once Caldas            | 112 | 152 | 114 | +38   | 170  | 1.351 |
| 5.  | Deportivo Cali         | 112 | 160 | 133 | +27   | 172  | 1.517 |
| 4.  | Millonarios            | 112 | 159 | 118 | +41   | 174  | 1.553 |
| 3.  | Junior                 | 112 | 150 | 124 | +25   | 176  | 1.571 |
| 2.  | Independiente Santa Fe | 112 | 159 | 105 | +54   | 184  | 1.642 |
| 1.  | Atlético Nacional      | 112 | 186 | 99  | +87   | 211  | 1.883 |